# Giovanni Labus
Giovanni Labus (10 avril 1775, Brescia - 6 octobre 1853, Milan) est un littérateur et archéologue italien.

## Biographie
Giovanni Labus naquit le 10 avril 1775 à Brescia, où il fit ses premières études, qu’il alla terminer ensuite à l’Université de Padoue. Il eut d’abord une position importante dans le Véronais, puis il occupa la place de chef de division dans les bureaux de l’intendant général des biens de la couronne, sous le règne de Bonaparte ; mais, dès 1816, il renonça à ces diverses fonctions pour consacrer tout son temps aux lettres et à la science. Il avait, dès avant cette époque, donné quelques dissertations estimées, entre autres : Sopra una colonna letterata di Maguzzano, Brescia, 1812, in-8° ; et Sulla tribù e su i decurioni dell’antico municipio Bresciano, Brescia, 1813, in-8°. II publia, en 1818, une édition des œuvres d’Ennius Quirinus Visconti (Milan, 16 vol. in-4° et in-8°), enrichie de notes ; et, en 1820, Histoire de Milan, de Carlo de’ Rosmini (Milan, 4 vol. in-4°), à laquelle il ajouta des commentaires iconographiques, numismatiques et épigraphiques ; et le Musée Chiaramonti, décrit et illustré par Filippo Aurelio Visconti et Giuseppe Antonio Guattani. En 1823, on découvrit à Brescia plusieurs monuments de grande importance, parmi lesquels une statue en bronze doré. Labus fit part de cette découverte dans un écrit intitulé Monuments anciens découverts à Brescia et ses environs (1823). En 1826, interprétant une description latine découverte en Égypte par Giovanni Battista Belzoni, il donna une chronologie de cinquante-six préfets romains de l’Égypte, dans un écrit qui lui mérita les éloges des savants, et qui fut particulièrement applaudi, en France, par Letronne, dans le Journal des savants.
Labus est mort à Milan le 8 octobre 1853. Il était correspondant de l’Académie des sciences de Paris, secrétaire de l’Institut lombard, et membre de diverses académies d’Italie. Son fils a entrepris une édition complète de tous ses ouvrages.

## Publications
- I Fasti della Chiesa nella vita dei Santi in ciascun giorno dell’anno, 1824-33, 13 vol. in-8° ;
- Le Chiese principali d’Europa, Milan, in-fol., ouvrage dédié à Léon XII, mais resté inachevé ;
- Il Museo della reale accademia di Mantova, 1835, 3 vol. in-8°, qui lui valut des éloges de Raoul-Rochette, dans le Journal des savants ;
- une monographie sur l’ancienne route romaine du Simplon, 1843, in-4°, illustré de dessins représentant les monuments contemporains ;
- des articles publiés dans divers journaux de l’Italie, et quelques opuscules biographiques et autres.